# Zektzerite
La zektzerite est une espèce minérale du groupe des silicates et du sous-groupe des inosilicates, de formule NaLiZrSi6O15 pouvant présenter des traces de titane et de hafnium.

## Inventeur et étymologie
La zektzerite a été décrite en 1977 par P. J. Dunn, R. C. Rouse, B. Cannon et J. A. Nelen ; elle fut nommée ainsi en l'honneur de Jack Zetzer (1936-) de Seattle, qui a présenté pour la première fois le minéral pour en faire des études.

## Topotype
- Bassin de Willow, Washington Pass, batholite Golden Horn, Comté d'Okanogan, Washington, États-Unis[3]
- Les échantillons de référence sont déposés au Canadian Geological Survey d'Ottawa, au Musée royal de l'Ontario, de Toronto au Canada, au Muséum d'Histoire Naturelle de Londres, à l'Université Harvard de Cambridge, ainsi qu'au National Museum of Natural History de Washington DC.

## Cristallographie
- Paramètres de la maille conventionnelle : a = 14,3 Å, b = 17,33 Å, c = 10,14 Å, Z = 8, V = 2 512,88 Å3
- Densité calculée = 2,80

## Cristallochimie
La zektzerite fait partie du groupe de la tuhualite.

### Groupe de la tuhualite
- Emeleusite : Na4Li2Fe3+2Si12O30, Pnna; 2/m 2/m 2/m
- Tuhualite : (Na, K)Fe2+Fe3+Si6O15, C mca; 2/m 2/m 2/m
- Zektzerite : NaLiZrSi6O15, C mca; 2/m 2/m 2/m

## Gîtologie
- La zektzerite est un rare minéral se trouvant dans les cavités microlitiques d'un granite à riébeckite. (Washington Pass, États-Unis)
- Elle se trouve également dans des blocs de pegmatites sous forme de roche en agrégats granulaires (Tadjikistan et Chili)

### Minéraux associés
- aegirine, arfvedsonite, astrophyllite, elpidite, microcline, okanoganite, quartz, riébeckite, zircon

## Habitus
La zektzerite se trouve sous la forme de cristaux prismatiques pseudohexagonaux pouvant atteindre 4 centimètres. Les cristaux sont aplatis sur {100} et légèrement striés sur {011}.

## Utilisations

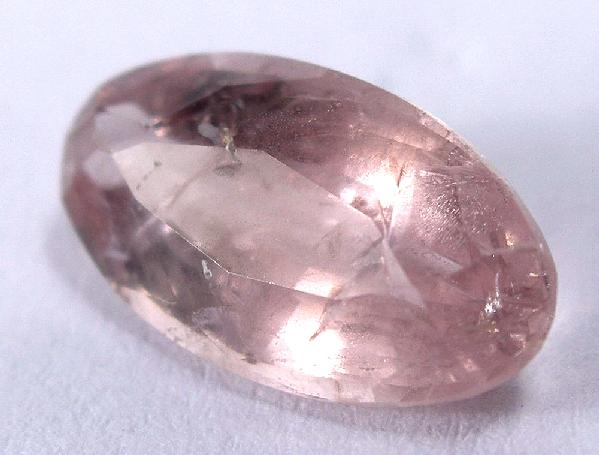
Zektzerite, États-Unis, 1,62 carats, taille: 11.1 x 6 mm.

Ce minéral peut être taillé malgré une dureté qui en fait une gemme peut propice à la taille.

## Gisements remarquables
- Chili

Del Salto Pluton, Province d'Aisén, Région Aisén del General Carlos Ibáñez del Campo
- États-Unis

Bassin de Willow, Washington Pass, Golden Horn Batholith, Comté d'Okanogan, Washington ,
- Tadjikistan

Darai-Pioz (Dara-i-Pioz; Dara-Pioz) Glacier, Alai (Alayskiy) Range, Tian Shan, Nohiyahoi tobei Jumhurii